# Complejo Olímpico de Gudí
El Complejo Olímpico de Gudí es un complejo deportivo en Atenas, Grecia. Albergó dos de las sedes usadas durante los Juegos Olímpicos de 2004. El complejo tiene capacidad para 4.000 espectadores.

## Sedes/Eventos
Gimnasio Olímpico de Gudí
- Bádminton

Centro Olímpico de Pentatlón Moderno
- Pentatlón moderno

- Datos: Q360677